# كريستيان سوينغ
كريستيان سوينغ (تُلفظ بالألمانية: ['krɪsti̯an 'ze:vɪŋ] ؛ من مواليد 24 أبريل 1970 بوينده) مصرفي ألماني يشغل حاليًا منصب الرئيس التنفيذي لبنك دويتشه. كان عضوًا في مجلس الإدارة منذ 1 يناير 2015. في 8 أبريل 2018 ، تم تعيينه الرئيس التنفيذي (الرئيس التنفيذي) لبنك دويتشه.

## النشاة
ولد سوينغ في 24 أبريل 1970. حصل على شهادة أبيتور عام 1989. أكمل برنامج التدريب المهني في دويتشه بنك في بيليفيلد، وتخرج بمؤهلات مصرفية من غرفة الصناعة والتجارة في عام 1991. ثم درس إدارة الأعمال في مدرسة فرانكفورت للتمويل والإدارة في فرانكفورت.

## الحياة المهنية
عمل سوينغ في البداية في فروع دويتشه بنك كمتدرب عندما كان يبلغ من العمر 19 عامًا وذلك في بيليفيلد وهامبورغ، ثم عمل كمستشار مبتدئ لعملاء الشركات في تورنتو، وبعدها كبير مسؤولي الائتمان في اليابان، ومن ثم عمل ست سنوات كمدير مخاطر في لندن. من 2005 حتى 2007 ، كان سوينغ عضوًا في مجلس إدارة Deutsche Genossenschafts-Hypothekenbank [الإنجليزية] .
من عام 2010 إلى عام 2012 ، شغل موقع كبير مسؤولي الائتمان. عمل في فرانكفورت ولندن وسنغافورة وطوكيو وتورنتو. من عام 2012 إلى عام 2013، كان نائب رئيس إدارة المخاطر. شغل سوينغ منصب رئيس تدقيق المجموعة من يونيو 2013 إلى فبراير 2015، وقبل ذلك شغل عددًا من المناصب الإدارية في إدارة المخاطر. منذ يناير 2016 ، أشرف سوينغ على قسم الخدمات المصرفية التجارية والخاصة في دويتشه بنك، والذي يتضمن شبكة الإقراض ضمن فروع التجزئة الألمانية، والتي لم يكن لها سمعة خارج ألمانيا. وصل دخله إلى قرابة 2.9 مليون يورو عام 2017.
في 8 أبريل 2018، أصبح سوينغ الرئيس التنفيذي في دويتشه بنك، ليحل محل جون كريان. في ذلك العام، قاد دويتشه بنك لتحقيق أول ربح له في أربع سنوات وأطلق محادثات مع كومرتس بنك بشأن اندماج محتمل. بعد عامه الأول، جعله تعويضه البالغ 7 ملايين يورو واحداً من الرؤساء التنفيذيين الأعلى أجراً في البنوك الأوروبية. اعتبارًا من سبتمبر، أنفق كريستيان 15 ٪ من صافي راتبه الشهري على شراء أسهم الإقراض الألمانية كجزء من جهوده لإنعاش ربحية البنك.
كان سوينغ رئيس قسم التدقيق في دويتشه بنك خلال فضيحة غسيل الأموال التي تعرض لها دويتشه بنك بقيمة 10 مليارات دولار والتي شملت عملياته في موسكو. أعطى قسم التدقيق لمكتبه في موسكو إشعار صحة محاسبية نظيفة، على الرغم من المخالفات الخطيرة. وفقًا لشروط تسوية دويتشه بنك مع لجنة الأوراق المالية والبورصات، يتوجب أن يثبت سوينج، سنويًا، أن الإقراض الألماني يلتزم بالتسوية الأخيرة التي فرضت بموجبها السلطات الأمريكية غرامة على الشركة لانتهاكها قواعد الإبلاغ عن المقايضات. يمكن لهذا التغيير أن يؤدي لتحميل سوينغ المسؤولية الجنائية عن الانتهاكات المستقبلية من قبل البنك.

## نشاطات أخرى

### وكالات حكومية
- سلطة النقد في سنغافورة (MAS) ، عضو الهيئة الاستشارية الدولية (منذ 2018).[11]

### مجالس إدارة شركات
- دويتشه بوستبنك ، عضو مجلس الإشراف (منذ عام 2012)

### منظمات غير ربحية
- اتحاد الصناعات الألمانية (BDI) ، عضو هيئة الرئاسة (2017-2018).[12]
- اتحاد البنوك الألمانية (BdB) ، عضو مجلس الإدارة،[13] الرئيس (منذ 2021).[14]
- معهد التمويل الدولي (IIF) ، عضو مجلس الإدارة[15]
- مجموعة عمل الشركات البروتستانتية (AEU)، عضو مجلس الأمناء.[16]
- Stifterverband für die Deutsche Wissenschaft ، عضو مجلس الإدارة.[17]

## الحياة الشخصية
سوينغ لاعب تنس مميز. متزوج ولديه أربعة أطفال.